# Dani Pinillos
Daniel Pinillos González (Logroño, La Rioja, 22 de octubre de 1992), conocido como Pinillos, es un futbolista español que juega como defensa en el R. C. Recreativo de Huelva de la Primera Federación.

## Trayectoria
Nacido en Logroño, La Rioja, se graduó en el club local U. D. Logroñés, y se unió al Racing de Santander en julio de 2010. Hizo su debut con el equipo de reserva del Racing en la temporada 2010-11, siendo descendido de Segunda División B.
El 9 de julio de 2013 se unió al C. D. Ourense, también en el tercer nivel. El 30 de enero del año siguiente se trasladó al Cordóba C. F. B en la misma división, y jugó su primer partido oficial con el primer equipo el 2 de marzo, en una victoria por 1-0 ante el Girona F. C. en el campeonato de Segunda División.
El 18 de julio de 2014, después de aparecer en 16 partidos durante la campaña 2013-14, renovó su vínculo con los andaluces durante tres años, siendo definitivamente promovido al equipo principal que competía en La Liga. Tras el descenso del equipo a la Segunda División, club y jugador llegaron a un acuerdo para rescindir su contrato.
En enero de 2018 firmó con el Barnsley Football Club para jugar en la segunda división inglesa, la Football League Championship. En octubre de 2020 recaló en el Miedź Legnica antes de regresar la U. D. Logroñés en agosto del año siguiente.
Esta segunda etapa en el conjunto riojano duró un año, en el que jugaron la promoción de ascenso a Segunda División, y para la temporada 2022-23 se unió al C. F. Rayo Majadahonda.
El 17 de agosto de 2023, el mismo día que rescindió su contrato con el C. F. Rayo Majadahonda, firmó por el R. C. Recreativo de Huelva.

## Clubes

### Carrera juvenil
| Club         | País   | Año |
| ------------ | ------ | --- |
| CD Valvanera | España |     |

### Carrera profesional
| Club                       | País       | Año       | Partidos (goles) |
| -------------------------- | ---------- | --------- | ---------------- |
| Racing de Santander "B"    | España     | 2010-2013 | 52 (0)           |
| C. D. Ourense              | España     | 2013-2014 | 21 (0)           |
| Córdoba C. F. "B"          | España     | 2014      | 6 (0)            |
| Córdoba C. F.              | España     | 2014-2015 | 29 (1)           |
| Nottingham Forest F. C.    | Inglaterra | 2015-2017 | 35 (1)           |
| Córdoba C. F.              | España     | 2017      | 16 (0)           |
| Barnsley F. C.             | Inglaterra | 2018-2020 | 48 (1)           |
| Miedź Legnica              | Polonia    | 2020-2021 | 23 (0)           |
| U. D. Logroñés             | España     | 2021-2022 | 23 (0)           |
| C. F. Rayo Majadahonda     | España     | 2022-2023 | 34 (0)           |
| R. C. Recreativo de Huelva | España     | 2023-     | 14 (0)           |